# Nae Ionescu

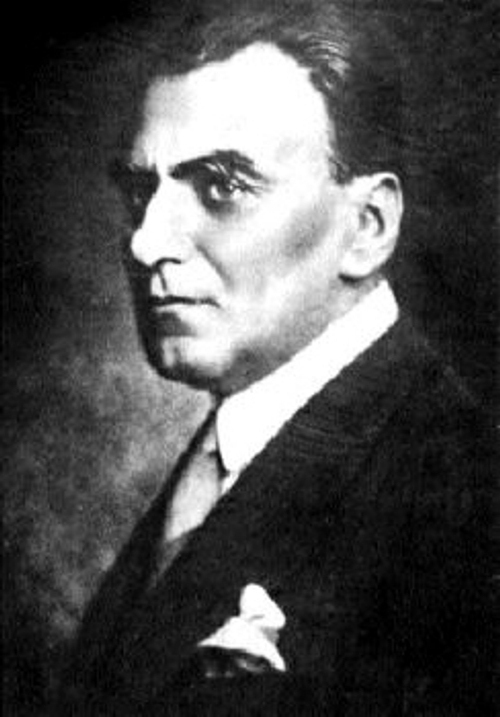

Nae Ionescu (ur. 16 czerwca 1890 w Brăile, zm. 15 marca 1940 w Bukareszcie) – rumuński filozof, logik, dziennikarz i publicysta. 

## Życiorys
Uczęszczał do Liceum imienia Nicolae Bălcescu w Braile. Następnie studiował filozofię na uniwersytetach w Bukareszcie, Wiedniu i Monachium, gdzie uzyskał stopień doktora w 1919. Po powrocie do Rumunii wykładał od 1920 już jako profesor historię filozofii, logikę i metafizykę na uniwersytecie w Bukareszcie. Był twórcą systemu myślowego, w którym filozofia jest nie tylko aktem rozumu, ale także aktem woli.
Do jego uczniów należeli, m.in.: Mircea Eliade, Emil Cioran, Constantin Noica i Mircea Vulcănescu.

## Twórczość
- Doctrinele partidelor politice - Sindicalism (1924; Doktryny partii politycznych — syndykalizm)
- Fenomenul Legionar (1940; Fenomen legionowy)
- Istoria logicei (1940; Historia logiki)